# Scuola ebraica di via Vignatagliata
La scuola ebraica di via Vignatagliata era in un edificio medievale che si trova a Ferrara nell'antica zona del ghetto.

## Storia
L'edificio risale al XV secolo e dalla metà del XIX ospitò l'asilo e la scuola elementare ebraica. Con la promulgazione delle leggi razziali fasciste, nel 1938, accolse tutti gli studenti ebrei che prima, a Ferrara, studiavano nelle scuola pubbliche. Tra gli alunni vi furono anche i figli dell'ex podestà, Renzo Ravenna, che si era dimesso dalla carica, mentre tra gli insegnanti vi fu il neolaureato Giorgio Bassani. Tra gli altri insegnanti vi furono anche Matilde Bassani, il rabbino capo Leone Leoni, l'artista Isa Magrini e il pugile Primo Lampronti.
La scuola venne chiusa definitivamente nel 1943, quando le deportazioni colpirono duramente la comunità ebraica ferrarese e alcuni insegnanti, tra i quali Giorgio Bassani, furono arrestati.

## Aspetti architettonici

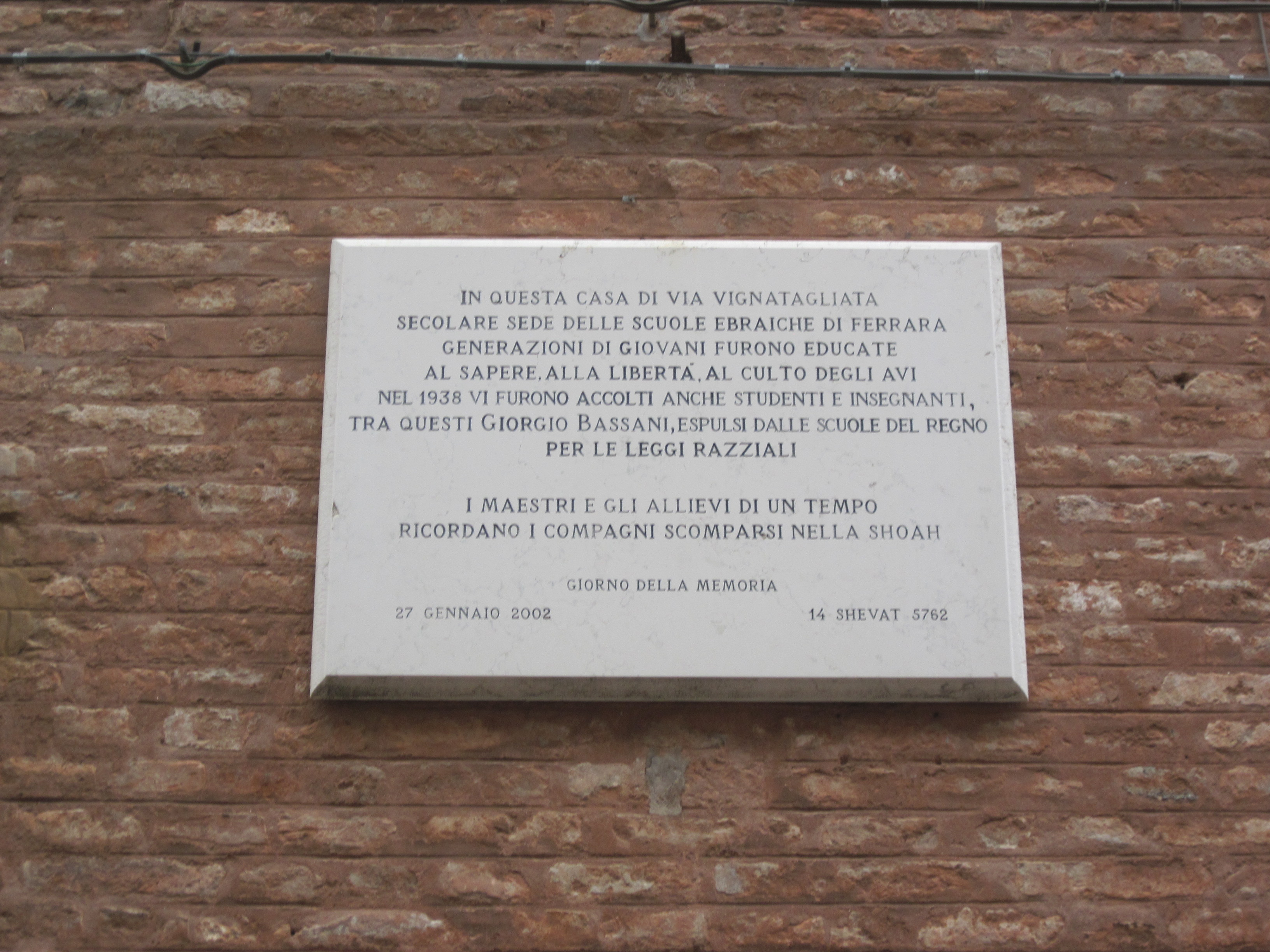
Epigrafe sulla casa di via Vignatagliata 79 che ricorda la scuola ebraica

L'edificio è elegante e semplice, diviso su tre piani, con la facciata in tipico cotto ferrarese e un portone in marmo. Mantiene quasi intatto l'aspetto dei secoli scorsi, con interni oggi trasformati in appartamenti privati. Una lapide, di lato alla porta di ingresso, ricorda che quello fu a lungo un luogo dedicato all'istruzione e testimone della persecuzione del popolo ebraico.